# Pietro Genovesi
Pietro Genovesi (Bologna, 27 giugno 1902 – Bologna, 5 agosto 1980) è stato un calciatore e allenatore di calcio italiano, di ruolo centrocampista.

## Carriera

### Calciatore

Genovesi (al centro, secondo da sinistra) nel Bologna del 1928-1929

Genovesi vestì per quattordici anni la maglia del Bologna, collezionando in totale 250 presenze e 35 reti. Con i rossoblu vinse due scudetti: nel 1925 e nel 1929.
In Nazionale ha totalizzato 10 presenze tra il 1921 e il 1929; nel suo palmarès figura il bronzo alle Olimpiadi di Amsterdam 1928. Giocò anche in Nazionale B, nella prima partita della rappresentativa, terminata con la vittoria ad Esch-sur-Alzette del 17 aprile 1927 degli azzurri sulla Nazionale del Lussemburgo per 5-1. Riportò inoltre la vittoria della Coppa Internazionale 1927-1930.
Ebbe un forte screzio con Giuseppe Della Valle, anch'egli attaccante del Bologna e della Nazionale: i due non si parlavano nella vita privata, ma calcisticamente vi era una grande stima e ammirazione reciproca.

### Allenatore
Oltre alla lunga carriera di calciatore nelle file del Bologna, fu per due brevi periodi allenatore della squadra felsinea. Dal dicembre 1933 al 1934 guidò la squadra nella commissione tecnica con Angelo Schiavio e Bernardo Perin; nel gennaio 1946 fu invece allenatore in coppia con lo stesso Schiavio (prima dell'arrivo di József Violak). Nel 1949 affianca in veste di direttore tecnico l'allenatore austriaco Tony Cargnelli, esperienza che risulterà di breve durata in quanto dopo poche giornate di campionato verrà chiamato alla guida dei felsinei l'inglese Edmund Crawford. Ha allenato anche il Budrio, nelle duplici vesti di allenatore-giocatore, ed il Molinella.
È sepolto alla Certosa di Bologna.

## Statistiche

### Cronologia presenze e reti in nazionale
| Cronologia completa delle presenze e delle reti in nazionale ― Italia | Cronologia completa delle presenze e delle reti in nazionale ― Italia | Cronologia completa delle presenze e delle reti in nazionale ― Italia | Cronologia completa delle presenze e delle reti in nazionale ― Italia | Cronologia completa delle presenze e delle reti in nazionale ― Italia | Cronologia completa delle presenze e delle reti in nazionale ― Italia | Cronologia completa delle presenze e delle reti in nazionale ― Italia | Cronologia completa delle presenze e delle reti in nazionale ― Italia |
| Data                                                                  | Città                                                                 | In casa                                                               | Risultato                                                             | Ospiti                                                                | Competizione                                                          | Reti                                                                  | Note                                                                  |
| --------------------------------------------------------------------- | --------------------------------------------------------------------- | --------------------------------------------------------------------- | --------------------------------------------------------------------- | --------------------------------------------------------------------- | --------------------------------------------------------------------- | --------------------------------------------------------------------- | --------------------------------------------------------------------- |
| 20-2-1921                                                             | Marsiglia                                                             | Francia                                                               | 1 – 2                                                                 | Italia                                                                | Amichevole                                                            | -                                                                     |                                                                       |
| 23-11-1924                                                            | Duisburg                                                              | Germania                                                              | 0 – 1                                                                 | Italia                                                                | Amichevole                                                            | -                                                                     | 46’                                                                   |
| 18-1-1925                                                             | Milano                                                                | Italia                                                                | 1 – 2                                                                 | Ungheria                                                              | Amichevole                                                            | -                                                                     |                                                                       |
| 14-6-1925                                                             | Valencia                                                              | Spagna                                                                | 1 – 0                                                                 | Italia                                                                | Amichevole                                                            | -                                                                     |                                                                       |
| 18-6-1925                                                             | Lisbona                                                               | Portogallo                                                            | 1 – 0                                                                 | Italia                                                                | Amichevole                                                            | -                                                                     |                                                                       |
| 29-5-1927                                                             | Bologna                                                               | Italia                                                                | 2 – 0                                                                 | Spagna                                                                | Amichevole                                                            | -                                                                     |                                                                       |
| 23-10-1927                                                            | Praga                                                                 | Cecoslovacchia                                                        | 2 – 2                                                                 | Italia                                                                | Coppa Internazionale 1927-1930                                        | -                                                                     |                                                                       |
| 6-11-1927                                                             | Bologna                                                               | Italia                                                                | 0 – 1                                                                 | Austria                                                               | Coppa Internazionale 1927-1930                                        | -                                                                     |                                                                       |
| 9-6-1928                                                              | Amsterdam                                                             | Egitto                                                                | 3 – 11                                                                | Italia                                                                | Olimpiadi 1928 - Finale 3º-4º Posto                                   | -                                                                     | 3º Posto                                                              |
| 3-3-1929                                                              | Bologna                                                               | Italia                                                                | 4 – 2                                                                 | Cecoslovacchia                                                        | Coppa Internazionale 1927-1930                                        | -                                                                     |                                                                       |
| Totale                                                                |                                                                       | Presenze                                                              | 10                                                                    |                                                                       | Reti                                                                  | 0                                                                     |                                                                       |

## Palmarès

### Giocatore

#### Club
- Campionato italiano: 2

Bologna: 1924-1925, 1928-1929
- Coppa dell'Europa Centrale: 1

Bologna: 1932

#### Nazionale
- Coppa Internazionale: 1

1927-1930
- Bronzo olimpico: 1

Amsterdam 1928

### Allenatore

#### Club

##### Competizioni nazionali
- Coppa Alta Italia: 1

Bologna: 1946 (In coppia con Angelo Schiavio)